# Hultsfred
Hultsfred es una localidad sueca situada en el municipio homónimo, en la provincia de Kalmar. Tiene una población estimada, a fines de 2020, de 5675 habitantes.